# ديفيد تومسون (ناقد سينمائي)
ديفيد تومسون (بالإنجليزية: David Thomson)‏ (18 فبراير 1941، لندن الكبرى في المملكة المتحدة)؛ ناقد، ممثل، صحفي، كاتب سيناريو، ناقد سينمائي، كاتب وروائي أمريكي-بريطاني.

## روابط خارجية
- ديفيد تومسون على موقع IMDb (الإنجليزية)
- ديفيد تومسون على موقع روتن توميتوز (الإنجليزية)
- ديفيد تومسون على موقع قاعدة بيانات الفيلم (الإنجليزية)